# Kan du förlåta?
Kan du förlåta? är en svensk film från 2010 med filmmanus och regi av Johan Nordahl.

## Handling
Utåt sett lever Markus (Jakob Olsson), ett vanligt liv tillsammans med sin mamma (Helena Jansson) och sin pappa (Martin Östh) i en villa utanför Göteborg, men innanför husväggarna är det inte så fridfullt. Markus föräldrar har alkoholproblem och Markus tillbringar mycket av sin tid hos sina grannar (Maria Fahl Vikander och Kjell-Åke Rinnarv), som har blivit hans stöd. En dag inträffar något som påverkar resten av hans liv.

## Rollista
- Jakob Olsson - Markus
- Martin Östh - Patrik
- Helena Jansson - Lisa
- Maria Fahl Vikander - Elsa
- Kjell-Åke Rinnarv - Arne
- Anders Nordahl - Polisman
- Kjell Lundgren - Polisman
- Johan Hwatz - Bartender